# Богданово (Ленінградська область)
Богданово (рос. Богданово) — присілок у Подпорозькому районі Ленінградської області Російської Федерації.
Населення становить 0 осіб. Належить до муніципального утворення Вознесенське міське поселення.

## Історія
Згідно із законом від 1 вересня 2004 року № 51-оз належить до муніципального утворення Вознесенське міське поселення.

## Населення
| 1905 | 1997 | 2007 | 2010 |
| ---- | ---- | ---- | ---- |
| 90   | ↘4   | ↘0   | →0   |